# Шведка (річка)
Шведка (пол. Szwedka) — гірська річка в Польщі, у Тарновському повіті Малопольського воєводства. Права притока Білої, (басейн Балтійського моря).

## Опис
Довжина річки приблизно 12,10 км, найкоротша відстань між витоком і гирлом — 8,66  км, коефіцієнт звивистості річки — 1,40 . Формується притоками, безіменними струмками та частково каналізована.

## Розташування
Бере початок на південно-західних схилах гори Гілова (502,4 м) на висоті 271,2 м над рівнем моря (гміна Ригліце). Спочатку тече на північний схід через село Ковальова, далі тече переважно на північний захід через Йоніни, Ригліце, Бістушову і на висоті 215,4 м над рівнем моря у місті Тухув впадає у річку Білу, праву притоку Дунайця.

## Притоки
- Риглічанка (ліва), Заласувка (права).

## Цікаві факти
- На річці існують водойми та заплави, які є життєдайним середовищем для річкових риб (свинка, минь, лосось). Якість води відноситься до 5-го класу.[4]
- Понад річкою проходять туристичні шляхи, позначені на мапі кольорами: синім (Тухув — Бужин — Пашник (451 м); чорним (Тухув — Бужин).[5]

## Галерея

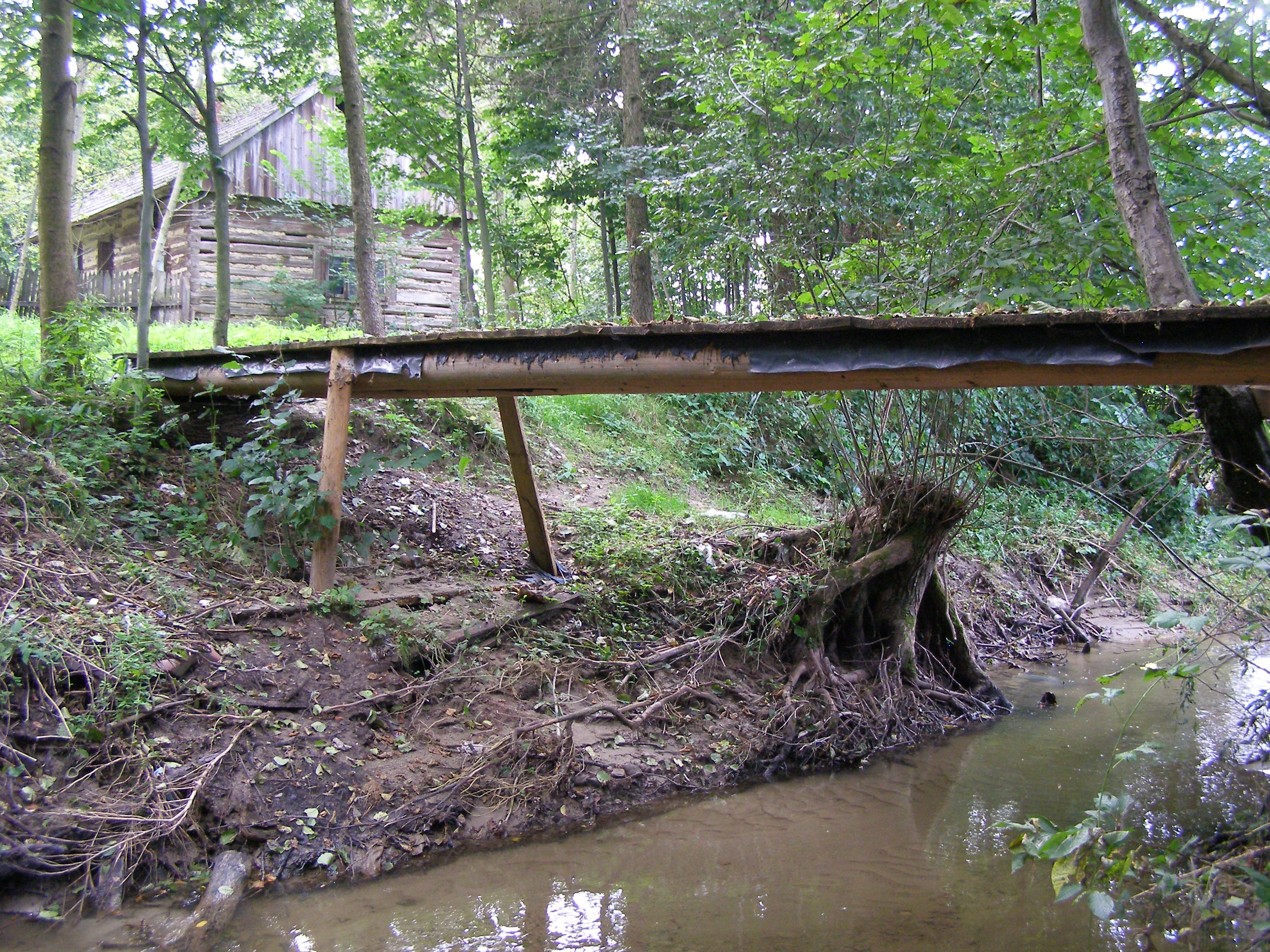
Ригліце — міст над річкою
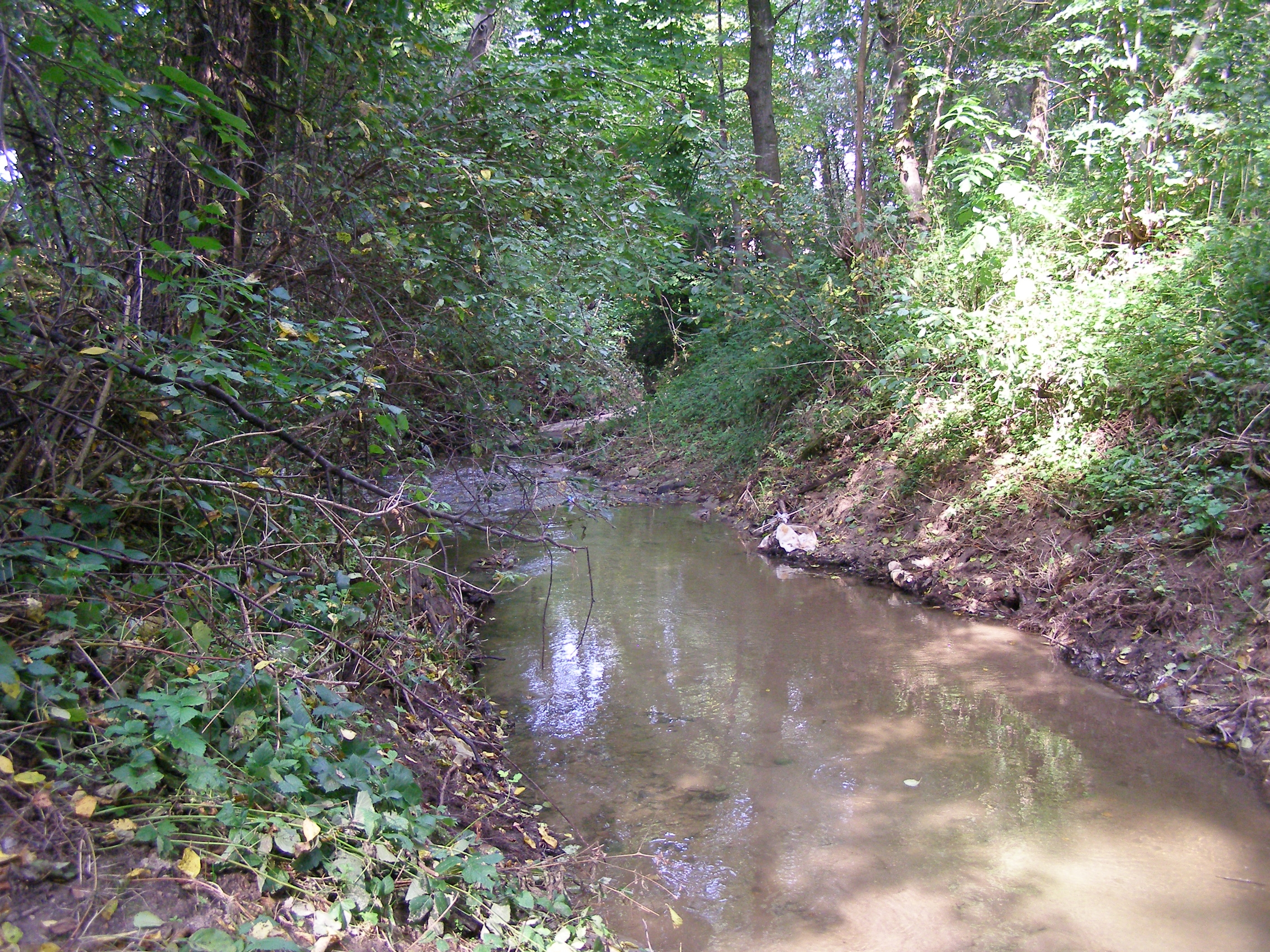
Ригліце — річка
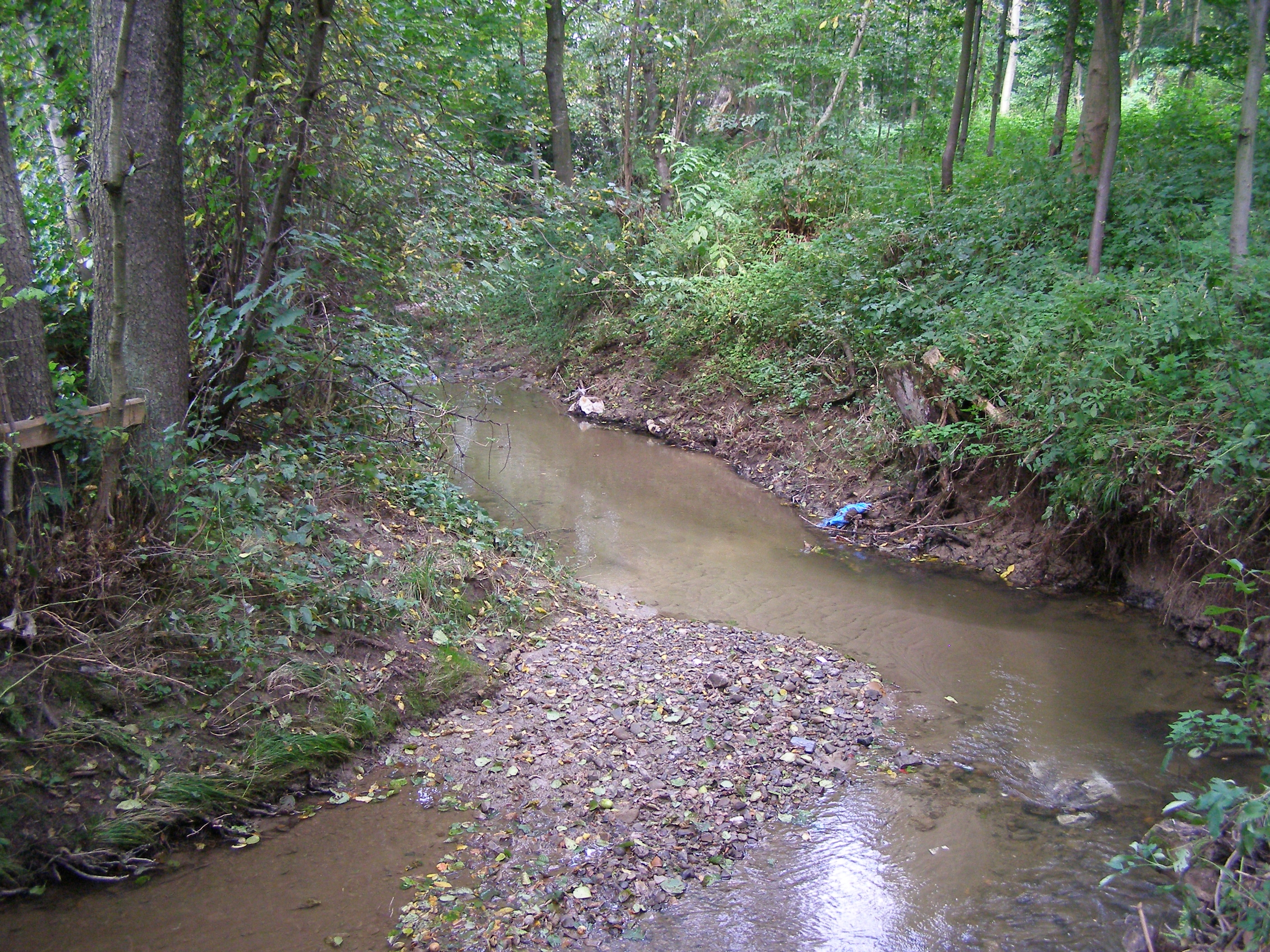
Ригліце — річка
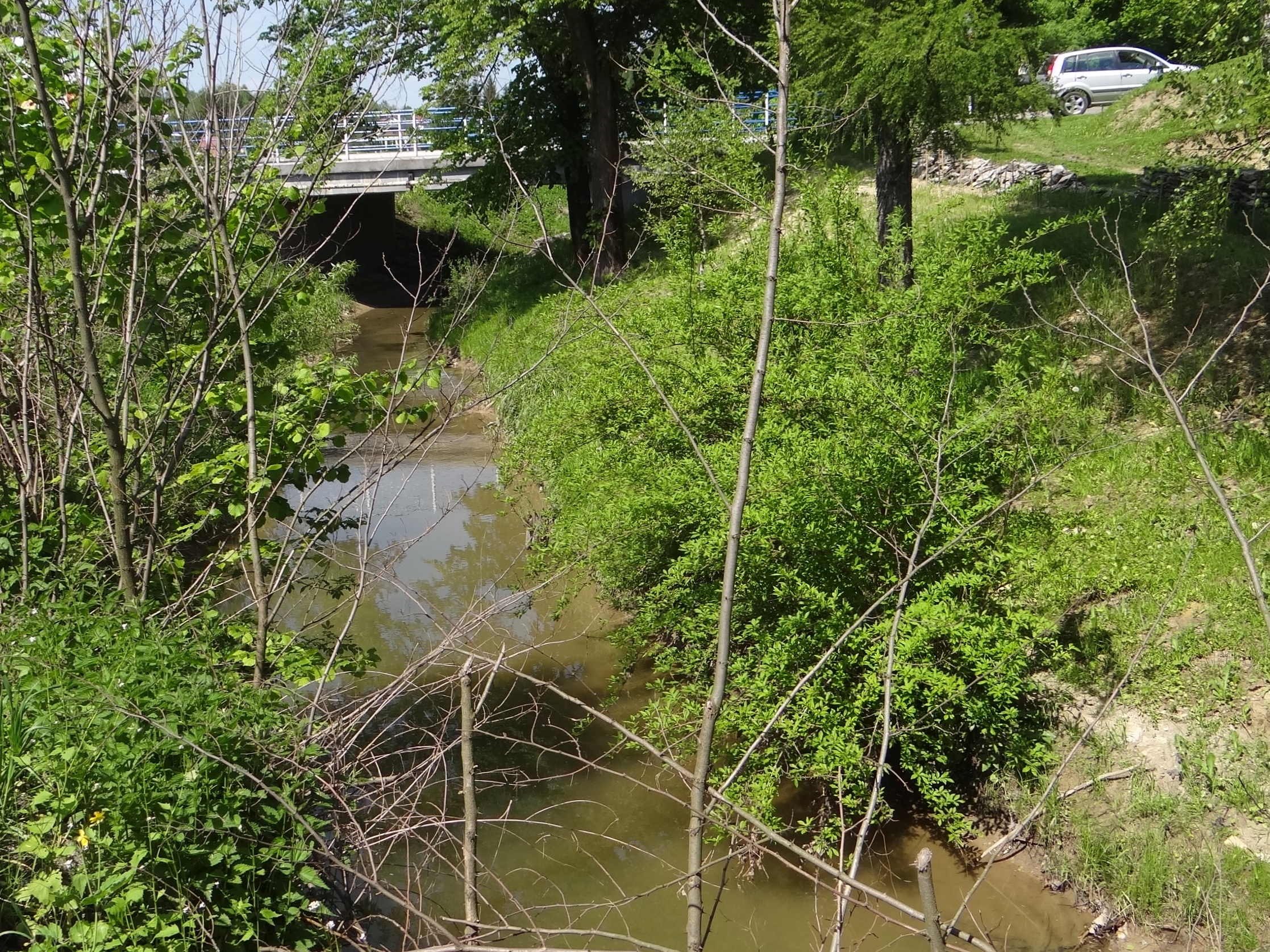
Ригліце. Річка Заласувка